# Sammy Chapman
Sammy Chapman (Belfast, 1938. február 16. – Wombourne, 2019. július 24.) válogatott északír labdarúgó, fedezet, edző.

## Pályafutása

### Klubcsapatban
1953 és 1955 között a Glentoran, 1955–56-ban a Glenavon labdarúgója volt. 1956-ban az ír Shamrock Rovers, 1956 és 1958 között az angol Mansfield Town, 1958 és 1961 között a Portsmouth csapatában szerepelt. 1961-ben kölcsönben a dél-afrikai Benoni United játékosa volt, de végül tétmérkőzésen nem szerepelt. 1961 és 1964 között ismét a Mansfield Town együttesében játszott. Részt vett az 1964-es brit fogadási botrányban és emiatt két éves eltiltást kapott. 1965–66-ban a dél-afrikai East Rand United labdarúgója volt és 13 mérkőzésen pályára is lépett.

### A válogatottban
1957-ben egy alkalommal szerepelt az északír B-válogatottban. Nevezve volt az 1958-as svédországi világbajnokságra, de nem volt tagja a 17 fős utazó csapatnak.

### Edzőként
1985–86-ban a Wolverhampton Wanderers vezetőedzője volt.